# 坂井市立木部小学校
坂井市立木部小学校（さかいしりつ きべしょうがっこう）は、福井県坂井市坂井町にある坂井市立小学校。

## 沿革
- 1949年（昭和24年） - 木部小学校創立。
- 1956年（昭和31年） - 坂井町立木部小学校と改称。
- 1957年（昭和32年） - 北分校廃止。
- 1967年（昭和42年） - 西分校廃止。
- 1968年（昭和43年） - プール竣工。
- 1978年（昭和53年） - 新校舎完成。
- 2006年（平成18年）3月 - 市町村合併に伴い、坂井市立木部小学校と改称。

## 通学区域
- 清永・島・木部東・東荒井・蛸・高柳・今井・折戸・木部新保[1]

## 進学先中学校
- 市立坂井中学校[1]